# Paide Linnameeskond
Paide Linnameeskond este o echipă de fotbal din Paide, Estonia.

## Palmares
| Național | Liga estonă        | Cea mai bună clasare | Sezoane |
| -------- | ------------------ | -------------------- | ------- |
| Național | Prima ligă         | Locul :              | 2020    |
| Național | Cupa Estoniei      | Finalistă :          | 2015    |
| Național | Supercupa Estoniei | Finalistă :          | 2021    |

### Finale
| 2015 | Paide | 0 - 2 | Nõmme Kalju | 2021 | Paide | 0 - 1 | Flora |

## Jucători

### Lotul curent
Din 3 februarie 2021 
| Nr. |         | Poziție | Jucător                        |
| --- | ------- | ------- | ------------------------------ |
| 1   | Estonia | P       | Mihkel Aksalu                  |
| 3   | Estonia | F       | Kristjan Pelt                  |
| 5   | Estonia | M       | Joel Kokla                     |
| 8   | Estonia | A       | Henri Anier                    |
| 10  | Estonia | M       | Andre Frolov (căpitan)         |
| 11  | Mali    | M       | Hadji Dramé                    |
| 12  | Ghana   | F       | Abdul Yusif                    |
| 14  | Estonia | F       | Martin Kase                    |
| 15  | Estonia | M       | Sander Sinilaid (vice-căpitan) |
| 16  | Estonia | M       | Sergei Mošnikov                |
| 17  | Estonia | A       | Raimond Eino                   |
| 18  | Senegal | A       | Sekou Camara                   |
| 19  | Estonia | A       | Siim Luts                      |
| 20  | Estonia | A       | Edgar Tur                      |

| Nr. |               | Poziție | Jucător                |
| --- | ------------- | ------- | ---------------------- |
| 21  | Estonia       | M       | Matrix Einer           |
| 25  | Estonia       | F       | Hindrek Ojamaa         |
| 26  | Estonia       | F       | Siim Aer               |
| 27  | Estonia       | A       | Kevin Kauber           |
| 28  | Estonia       | F       | Rasmus Kallas          |
| 29  | Estonia       | F       | Joseph Saliste         |
| 30  | Estonia       | A       | Jaagup Luts            |
| 31  | Țările de Jos | A       | Deabeas Sekyere        |
| 33  | Estonia       | M       | Karl Mööl              |
| 50  | Estonia       | M       | Kevin Metso            |
| 56  | Estonia       | P       | Mattias Sapp           |
| 73  | Estonia       | P       | Mait Toom              |
| 77  | Estonia       | M       | Marten Henrik Kelement |
| 80  | Estonia       | M       | Kevor Palumets         |

## Jucători notabili
- Liivo Leetma
- Meelis Rooba